# Entente Florale
Entente Florale europsko je natjecanje s temeljnjim ciljem unapređenja kvalitete života za stanovništvo u gradovima i naseljima. Kriteriji natjecanja zahtijevaju daleko više od čisto vizualno ambijentalnog uljepšavanja i promoviraja zelenijeg okoliša, ekološkog razvoja i obrazovnog rada.
Entente Florale prvi put je održano 1975. g. između Francuske i Velike Britanije. Danas u natjecanju sudjeluje 12 država. Hrvatska je primljena u članstvo 8. ožujka 2003. godine. 

## Države sudionice
- Belgija
- Njemačka
- Velika Britanija
- Francuska
- Irska
- Italija
- Hrvatska
- Nizozemska
- Austrija
- Slovenija
- Češka
- Mađarska

Sudionici su uglavnom pobjednici nacionalnih natjecanja. 

### Sudionici 2009
| Država     | Kategorija selo | Kategorija selo                 | Kategorija grad | Kategorija grad  |  |
| Država     | Nagrada         | Pobjednik                       | Nagrada         | Pobjednik        |  |
| ---------- | --------------- | ------------------------------- | --------------- | ---------------- |  |
| Belgija    |                 | Gouvy                           |                 | Nieuwpoort       |  |
| Njemačka   |                 | Rieth                           |                 | Weimar           |  |
| Engleska   |                 | Forres                          |                 | Buxton           |  |
| Francuska  |                 | bez sudjelovanja                |                 | bez sudjelovanja |  |
| Irska      |                 | Cloich na Coillte, Co. Corcaigh |                 | Dún Dealgan, Lú  |  |
| Italija    |                 | Pré-Saint-Didier                |                 | Avigliana        |  |
| Hrvatska   |                 | Molve                           |                 | Mali Lošinj      |  |
| Nizozemska |                 | Sluis                           |                 | Arnhem           |  |
| Austrija   |                 | Mooskirchen                     |                 | Deutschlandsberg |  |
| Slovenija  |                 | Olimje                          |                 | Kamnik           |  |
| Češka      |                 | Mořice ()                       |                 | Krnov            |  |
| Mađarska   |                 | Gelša                           |                 | Sambotel         |  |

## Vanjske poveznice
- Entente Florale Europa: Webstranica